# Qiu Jian
Qiu Jian, född 25 juni 1975 i Huai'an, är en kinesisk sportskytt.
Han blev olympisk guldmedaljör i gevär vid sommarspelen 2008 i Peking.